# 사회주의운동당
사회주의 운동(스페인어: Movimiento al Socialismo–Instrumento Político por la Soberanía de los Pueblos)은 볼리비아의 사회주의 정당이다. 
1998년 창립되었으며, 2006년 에보 모랄레스 대통령 당선 이래로 2019~2020년의 정치 위기 기간을 제외하고 계속 집권 여당이다.

## 같이 보기
- 에보 모랄레스
- 볼리비아
- 21세기 사회주의